# Formica pulla
Formica pulla är en myrart som beskrevs av André Francoeur 1973. Formica pulla ingår i släktet Formica och familjen myror. Inga underarter finns listade i Catalogue of Life.